# Liste der Biografien/Puj
Liste der Biografien |
Portal Biografien |
Personensuche
# |
A |
B |
C |
D |
E |
F |
G |
H |
I |
J |
K |
L |
M |
N |
O |
P |
Q |
R |
S |
T |
U |
V |
W |
X |
Y |
Z |
?
 
Pa |
Pc |
Pe |
Pf |
Ph |
Pi |
Pj |
Pk |
Pl |
Pm |
Pn |
Po |
Pr |
Ps |
Pt |
Pu |
Pv |
Pw |
Py
 
Pua |
Pub |
Puc |
Pud |
Pue |
Puf |
Pug |
Puh |
Pui |
Puj |
Puk |
Pul |
Pum |
Pun |
Puo |
Pup |
Pur |
Pus |
Put |
Puu |
Puv |
Puy |
Puz
Die Liste der Biografien führt alle Personen auf, die in der deutschsprachigen Wikipedia einen Artikel haben. Dieses ist eine Teilliste mit 44 Einträgen von Personen, deren Namen mit den Buchstaben „Puj“ beginnt.

## Puj

### Puja
- Puja, Frigyes (1921–2008), ungarischer kommunistischer Politiker und Diplomat
- Pujacs, Georgijs (* 1981), lettischer Eishockeyspieler
- Pujadas, David (* 1964), französischer Fernsehjournalist, Moderator und Nachrichtensprecher
- Pujals, Enrique, brasilianischer Mathematiker
- Pujalte, Marcel (1920–1986), französischer Fußballspieler
- Pujalte, María (* 1966), spanische Schauspielerin
- Pujari, Sailaja (* 1982), indische Gewichtheberin
- Pujasumarta, Johannes (1949–2015), indonesischer Geistlicher, Erzbischof von Semarang
- Pujats, Jānis (* 1930), lettischer Geistlicher, Erzbischof von Riga und Kardinal
- Pujazon, Raphaël (1918–2000), französischer Leichtathlet

### Puje
- Pujès, Théophile (1863–1941), französischer Politiker

### Puji
- Pujie (1907–1994), zweiter Sohn des Prinzen Chun II. und jüngerer Bruder des letzten chinesischen Kaisers PuyiPujie (1907–1994)

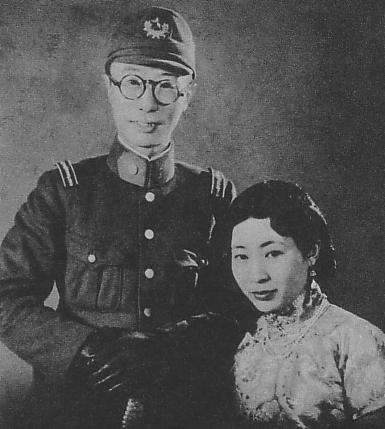
Pujie (1907–1994)

### Pujm
- Pujmanová, Marie (1893–1958), tschechische Dichterin und Romancière

### Pujo
- Pujo, Arsène (1861–1939), US-amerikanischer Politiker
- Pujo, Bertrand (1878–1964), französischer General der Luftstreitkräfte, Luftfahrtminister
- Pujol Balcells, Jaume (* 1944), spanischer Geistlicher, emeritierter römisch-katholischer Erzbischof von Tarragona
- Pujol i Pons, Francesc (1878–1945), katalanischer Komponist, Dirigent und Musikwissenschaftler
- Pujol i Ripoll, Josep (1904–1987), katalanischer Maler
- Pujol i Riu, Joan Baptista (1835–1898), katalanischer Pianist, Musikpädagoge und Komponist
- Pujol i Roca, David (1894–1979), katalanischer Musikwissenschaftler, Benediktiner und Mönch des Klosters Montserrat
- Pujol Navarro, Bruno (* 2001), spanischer Tennisspieler
- Pujol Puigvehí, Anna (* 1947), spanische Historikerin, Professorin und Archäologin
- Pujol, Alexandre Abel de (1785–1861), französischer Historienmaler
- Pujol, Antonio (1913–1995), mexikanischer Maler und Grafiker
- Pujol, Colette (1913–1999), brasilianische Malerin, Zeichnerin und Lehrerin
- Pujol, Emilio (1886–1980), spanischer Gitarrist und Komponist
- Pujol, Jean-Pierre (1941–2017), französischer Politiker (Sozialistische Partei)
- Pujol, Joan Pau (1570–1626), katalanischer Komponist, Organist und Kapellmeister
- Pujol, Jordi (* 1930), spanischer Politiker, Regierungschef Kataloniens (1980–2003)
- Pujol, Josep, katalanischer Komponist und Kapellmeister
- Pujol, Joseph (1857–1945), französischer KunstfurzerJoseph Pujol (1857–1945)

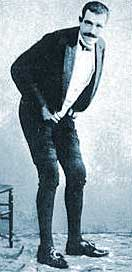
Joseph Pujol (1857–1945)

- Pujol, Juan (* 1952), spanischer Radrennfahrer
- Pujol, Laëtitia (* 1975), französische Balletttänzerin
- Pujol, Lídia (* 1968), spanische Cantautora und Weltmusikkünstlerin
- Pujol, Marc (* 1982), andorranischer Fußballspieler
- Pujol, Máximo Diego (* 1957), argentinischer Gitarrist und Komponist
- Pujol, Óscar (* 1983), spanischer Radrennfahrer
- Pujol, Pierre (* 1984), französischer Volleyballspieler
- Pujol, René (1878–1942), französischer Drehbuchautor, Filmregisseur, Schriftsteller und Librettist
- Pujol, Víctor (* 1967), spanischer Hockeyspieler
- Pujols Sanabia, Tomás († 2001), dominikanischer Journalist und Rundfunksprecher
- Pujols, Albert (* 1980), dominikanischer Baseballspieler
- Pujols, Francesc (1882–1962), katalanischer Schriftsteller und Philosoph
- Pujoraharja, Blasius (* 1935), indonesischer Geistlicher, Bischof von Ketapang